# Secondo Me
Secondo Me este un film românesc din 2016 regizat de Pavel Cuzuioc.

## Distribuție
Distribuția filmului este alcătuită din:
- Ronald Zwanziger
- Nadezhda Sokhatskaya
- Flavio Fornasa